# Бруно Фернандеш
Бруно Мигел Боржеш Фернандеш (на португалски: Bruno Miguel Borges Fernandes) е португалски футболист, играещ като атакуващ полузащитник, понастоящем собственост на Манчестър Юнайтед. Известен е със засилката си малко преди изпълнение на дузпа и също така с добрите си изпълнения на преки свободни удари, дузпи и шутове от далечна дистанция. Бързо се превръща във водеща фигура в състава на „Червените дяволи“ след пристигането си от Спортинг Лисабон.

## Клубна кариера
Юноша на Инфеста, Боавища, Пастелейра, Новара, играе за редица италиански и португалски клубове, през 2020 г. подписва с Манчестър Юнайтед. Печели 2 пъти подред наградата за играч на месеца (player of the month) в Английската Висша Лига (за месец февруари и за месец юни след подновяването на шампионата в Англия заради появата на Ковид-19) през 2020 година. През месец юни на 2020 г. печели и наградата за гол на месеца (goal of the month). Има основни заслуги за завръщането на Манчестър Юнайтед в топ 4 в Английската Висша Лига и класирането на отбора в груповата фаза на Шампионска Лига за сезон 2020/2021.

## Успехи

### Спортинг (Лисабон)
- Купа на Португалия (1): 2018/19[1]
- Купа на лигата на Португалия (2): 2017/18, 2018/19[2]

### Манчестър Юнайтед
- Лига Европа (1): 2020/21[3]-Финалист

### Португалия
- Лига на нациите (1): 2018/19[4]

Лични
- Футболист на годината на Португалия (1): 2019